# シグニー島
シグニー島（シグニーとう、Signy Island）は、南極（亜南極）のサウス・オークニー諸島にある小島の一つ。ノルウェーの捕鯨家Petter Sørlleが妻Signy Thereseにちなんで名付けた。

## 概要

サウス・オークニー諸島の拡大図。中央の大きな島がコロネーション島、その南の小島がシグニー島。

シグニー島は長さ約6.5 km、幅約5 kmで、最高地点の標高は海抜288 mである。島の多くの部分は常に氷に覆われている。冬（7月）の平均気温は-10 ℃から0 ℃である。 観測史上の最低気温は-44 ℃、最高気温は12 ℃である。

## シグニー基地

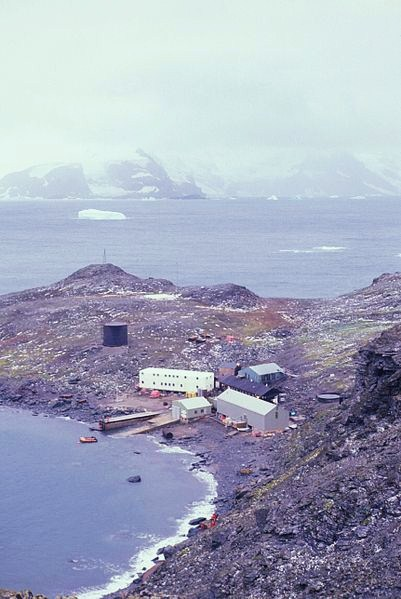
シグニー島のシグニー基地

シグニー基地（Signy Research Station）は英国南極研究所が運用する、1963年開設の研究拠点である。
1920年代、島の入り江Factory Coveには捕鯨施設が置かれていた。1947年、この捕鯨施設に測候所が設立された。これはサウス・オークニー諸島における二つ目の調査拠点であった（初めてのものはアルゼンチンが設立したOrcadas Base）。1955年、その捕鯨施設と同じ場所にTønsberg Houseという小屋が建てられた。1963年、この小屋は生物学の調査を目的とした研究施設に転用された。基地は1996年まで通年でスタッフが常駐していたが、その後は11月から4月までの駐在となった。
基地は四つの建物で構成され、8人を収容できる。メインの建物はSorlle House（名はPetter Sørlleにちなむ）であり、居住空間兼研究所となっている。他の三つの建物は貯蔵施設とライフライン用である。また、島の辺縁部にも四つの小屋がある。
基地では海洋・陸上生物学、特に南極海の生態系に対する気候変動の影響を調べる。アデリーペンギン、ヒゲペンギン、ジェンツーペンギンの3種のペンギンが基地で監視されている。夏季専用基地となった後、目視による海氷観測を継続するために、自動の海氷カメラが通年で動作している。これにより、基地周辺の海氷の分布は50年以上にわたって継続して記録されている。

## 重要野鳥生息地

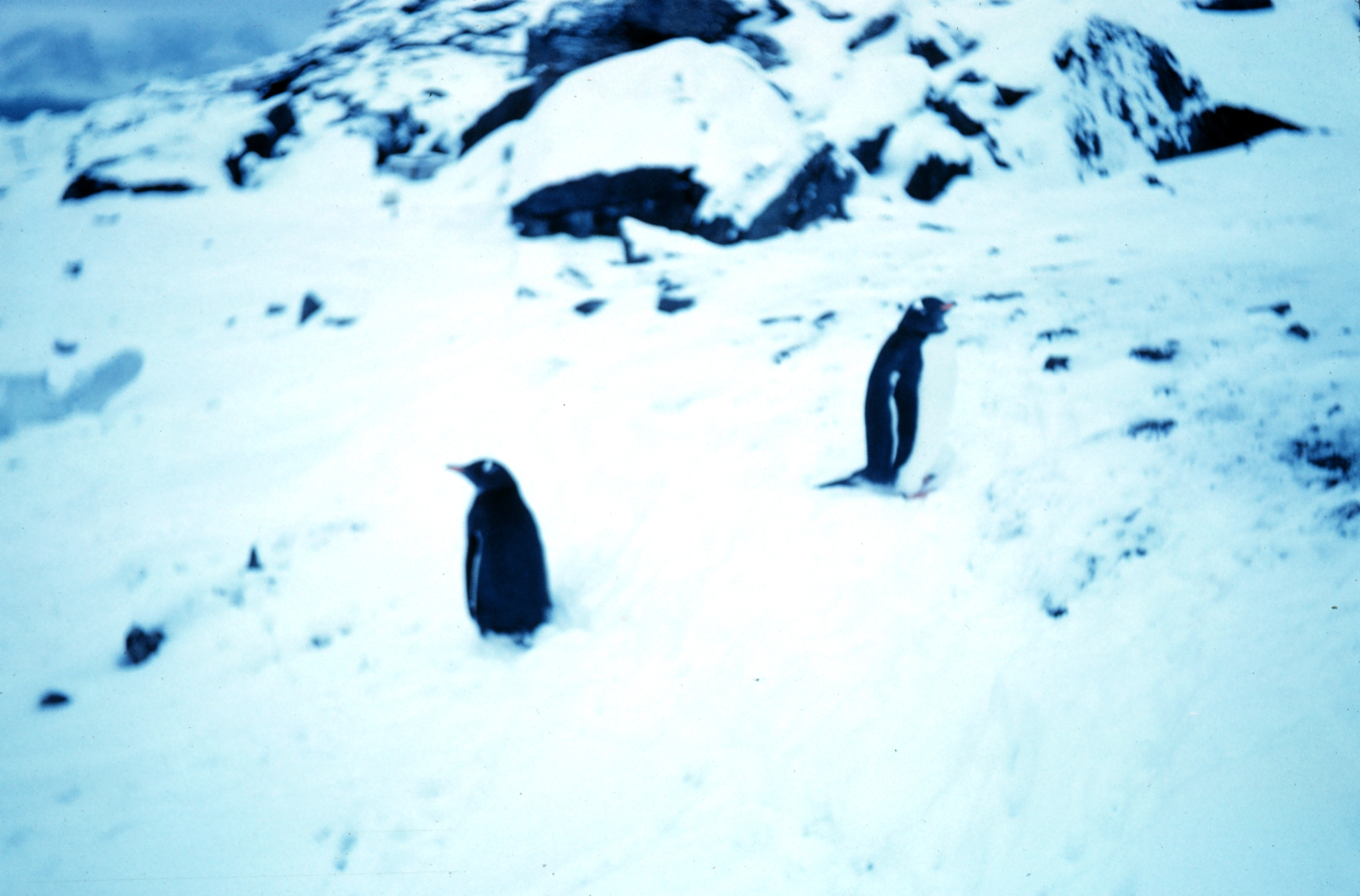
シグニー島のペンギン

シグニー島は多様な海鳥の繁殖地となっていることから、バードライフ・インターナショナルによって重要野鳥生息地（IBA）に指定されている。この繁殖地における重要な保全対象は、オオフルマカモメ（つがい2,300組）、アシナガウミツバメ（20万組）、キバナウ（ウ科の一種、800組）、Brown skua（トウゾクカモメ科の一種、100組）である。他にヒゲペンギン（19,500組）、アデリーペンギン（16,900組）、ジェンツーペンギン（750組）、ナンキョククジラドリ（ミズナギドリ科の一種、5万組）、オオトウゾクカモメ、ユキドリ、マダラフルマカモメ、クロハラウミツバメ（ウミツバメ科の一種）、サヤハシチドリ、ミナミオオセグロカモメ（en:Kelp gull）、ナンキョクアジサシ（アジサシ亜科の一種）もこの島で営巣している。また、最大2万頭のナンキョクオットセイ（アシカ科の一種）の上陸場となっている。島の周囲に浮かぶ海氷の上では、ウェッデルアザラシ（アザラシ科の一種）が子育てをしている。